# Zieleniewo, Hạt Koszalin
Zieleniewo [ʑɛlɛˈɲɛvɔ] (tiếng Đức: Grünhof)  là một ngôi làng thuộc khu hành chính của Gmina Bobolice, thuộc quận Koszalin, West Pomeranian Voivodeship, ở phía tây bắc Ba Lan. Nó nằm khoảng 17 kilômét (11 mi) phía tây bắc Bobolice, 22 km (14 mi) phía đông nam Koszalin và 135 km (84 mi) về phía đông bắc của thủ đô khu vực Szczecin.